# ULAS J082707.67-020408.2
ULAS J082707.67-020408.2 ist ein Brauner Zwerg der Spektralklasse T5,5 im Sternbild Wasserschlange. Er wurde 2007 von Nicolas Lodieu et al. entdeckt.